# Haverthwaite
Haverthwaite är en by och en civil parish i Cumbria, England. Orten har 728 invånare (2001). Den har en kyrka.